# Дженесий (окръг, Ню Йорк)
Окръг Дженесий (на английски: Genesee County) е окръг в щата Ню Йорк, Съединени американски щати. Площта му е 1282 km², а населението - 57 956 души (2017). Административен център е град Батавия.